# Vicent Arques Cortés
Vicent Arques Cortés (Alfàs del Pi, 10 de gener de 1971) és un polític valencià, alcalde del seu municipi des de 2007, diputat a les Corts Valencianes en les legislatures VIII, IX i X. Des de 2023 és diputat provincial a la Diputació d'Alacant, on exerceix de portaveu del grup socialista i cap de l'oposició.
És llicenciat en psicopedagogia, diplomat en magisteri i màster en logopèdia. Durant alguns anys ha estat director del col·legi públic El Blanquinal d'Altea. Militant del PSPV-PSOE, fou escollit alcalde d'Alfàs del Pi a les eleccions municipals espanyoles de 2007, càrrec que va revalidar a les eleccions municipals de 2011, 2015, 2019 i 2023.
Ha estat elegit diputat a les eleccions a les Corts Valencianes de 2011, 2015 i 2019. Ha estat secretari de la Comissió de Sanitat i Consum (2011-2015) i president Comissió d'Obres Públiques, Infraestructures i Transports (2015).